# Дева (планина)
Дева или Осой (на гръцки: Νικηφόρου Ουρανού, старо Ντέβα, Дева или Ντέβας, Девас) е планина в Долна Преспа, Западна Македония, Гърция. Планината на практика е хребет на Сува гора.

## Описание
Планината е разположена в Преспа, между Голямото Преспанско езеро на север и Малкото Преспанско езеро на юг на 853 m. Част е от Националния парк „Преспа“. В северното ѝ подножие е село Нивици (Псарадес), в южното Винени (Пили), а в югоизточното Ахил. Най-високият връх е едноименният Дева – 1373 m. На юг е отделена от планината Цуцул от реките Сътеска и Дошковата глава. Реката Михалица (Мийоица), която се влива в Голямото Преспанско езеро при Нивици, разделя планината на две части.
На картите на Гръцката военна географска служба от 1934 и 1945 година връхът е посочен като Дева (Ντέβα). На картите на Националната статистическа служба на Гърция (НСС) от 1963 и 1983 година е споменат като Девас (Ντέβας).
Съставена е от варовикови скали. В района има и много езерни и планински пещери като Есенец 1 (Εσενέτς 1), Есенец 2 (Εσενέτς 2), Раксанец (Ρακσανμέτς, Ραξανέτς), Църна 1 (Τσέρνα 1), Църна 2 (Τσέρνα 2), Преображение (Ανάληψης), Бела пещера (Μπέλα Πες, Άσπρη Σπηλιά), Цепурина (Τσεπουρίνα), Паралеица (Παραλέητσα), Ниски (Νίσκι), Света Богородица Елеуса или Свети Петър (Παναγίας Ελεούσας, Αγίου Πέτρου).
Изкачването до върха, през който минава черен път, може да стане от село Винени (Пили, 880 m) за около 1:30 часа.
| Име             | Име                              | Височина | Местоположение                                            |
| --------------- | -------------------------------- | -------- | --------------------------------------------------------- |
| Дева            | Νικηφόρου Ουρανού, Ντέβα, Ντέβας | 1373 m   | в центъра на планината                                    |
| Свети Георги    | Άγιος Γεώργιος                   | 1099 m   | югоизточно над Нивици (Псарадес)                          |
| Под Присоо      | Κεδρώνας                         | 1160 m   | в източната част на планината, над провлака между езерата |
| Дреничето       | Κρανιά, Δρενίτσετο               | 1119 m   | североизточно над Нивици (Псарадес)                       |
| Голе            | Μητσοπούλου Δημητρίου, Γκόλε     | 1360 m   | на главното било, южно над Нивици (Псарадес)              |
| Баба            | Νικηφόρου Ξιφία, Μπάμπα          | 1360 m   | в източната част на планината, над провлака между езерата |
| Купската падина | Πετροκέφαλο, Κούπτα Πάδινο       | 1249 m   | в северната част на планината                             |
| Триска падина   | Τρίσκο Πάδινο                    | 1108 m   |                                                           |

## Флора
В планината има гъсти гори от благуни (Quercus frainetto) и церове (Quercus cerris), които дори се хибридизират помежду си. Също така има редки смесени гори от македонски дъб (Quercus trojana subsp trojana), дървовидна хвойна (Juniperus excelsa), миризлива хвойна (Juniperus foetidissima), келяв габър, бряст, дрян, и различни широколистни дървета. В района има много редки видове растения, от които се откроява мечата стъпка Acanthus greuterianus, особено рядък вид, който се среща само в няколко области между Гърция, Албания и Северна Македония. По поляните се срещат редките метличини Centaurea adamii, полската гайтаника (Melampyrum arvense), Cynoglottis barrelieri subsp serpentinicola, ветрогонът Eryngium wiegandii, купановият лук Allium cupani subsp cupani и Allium rhodopeum subsp rhodopeum, острицата Carex depauperata, часовничето Erodium absinthoides subsp guicciardii, секирчето Lathyrus tuberosus, гръцката ведрица (Fritillaria thessala subsp ionica), източната превара (Scutellaria orientalis subsp pinnatifida), жълто асфоделине (Asphodeline lutea) и балканският страшник (Acanthus hungaricus). Флората на района се допълва от видове като еньовчето Galium oreophilum, бърдуновия здравец (Geranium asphodeloides), едростълбчестия здравец (Geranium macrostylum), триумфетовата метличина (Centaurea triumfettii subsp axillaris), лъчистото колендро (Bifora radians), дългоплодния мак (Papaver dubium subsp. lecoqii Albiflorum), Turgenia latifolia, австрийския лен (Linum austriacum), ориенталското червеноглавче (Knautia orientalis), секирчето Lathyrus inconspicuus, детелината Trifolium leucanthum, глушината Vicia loiseleurii, айваживата Alkanna pindicola, минзухарът Crocus cancellatus subsp mazziaricus, луличката Linaria peloponnesiaca, разперената камбанка (Campanula patula subsp patula) и орхидеите Orchis purpurea, Orchis simia и Ophrys grammica.

## Орнитофауна
Орнитофауната на планината включва много видове. От хищниците тук живеят осояд, обикновен мишелов, голям ястреб, късопръст ястреб, малък ястреб, керкенез, сокол орко. В по-големите и по-старите дъбове гнездят улулици, а в околностите живеят редките лещарки. От дребните птици се срещат горската зидарка, червеногушото коприварче, малкото белогушо коприварче, орехчето, градинската дърволазка, ръждивогушото ливадарче, обикновеният синигер, жалобеният синигер, големият синигер, лъскавоглавият синигер, дългоопашатият синигер, полското врабче, зелениката, обикновената чинка, кадънката, елшовата скатия, зеленогушата овесарка, жълтата овесарка и сивоглавата овесарка. Орнитофауната се допълва от видове като папуняка, полската чучулига, имеловия дрозд, дрозда, хвойновия дрозд, гургулицата, гривяка, горския бекас, червеногърбата сврачка, червеноглавата сврачка, въртошийката, сирийския пъстър кълвач, авлигата и сойката.

## Фауна
От земноводните тук живеят саламандри, македонски гребенести тритони, крастави жаби, жълтокоремни бумки, горски жаби, гръцки жаби|, големи водни жаби. Фауната на влечугите включва видове като шипоопашати костенурки, слепоци, синьогуши острогръби гущери, зелени гущери, стенни гущери, кримски гущери, медянки, смоци мишкари, балканските змии Hierophis gemonensis, стрелушки, жълтоухи водни змии, леопардови смоци и усойници. Гората на Дева е един от най-важните природни резервати на Преспа и тук живеят много от едрите бозайници на Гърция, като мечки, вълци, елени, диви свине, диви котки и по-често срещани горски животни, като лисици, язовци, катерици, зайци, златки, невестулки и сънливеци.